# Энтелехия
Энтеле́хия (греч. ἐντελέχια, от ἐντελής, «полный, совершенный» и ἔχω, «иметь, обладать») — в философии Аристотеля — внутренняя сила, потенциально заключающая в себе цель и окончательный результат; например, сила, благодаря которой из грецкого ореха вырастает дерево.
По Аристотелю, душа есть первая энтелехия организма, в силу которой тело, располагающее лишь «способностью» жить, действительно живёт, пока оно соединено с душою. Движение Аристотель называет реализацией или энтелехией возможности, так как в движении осуществляется то, что в предмете было лишь как возможность. Точно так же и душу Аристотель называет «первой энтелехией организма, имеющего способность к жизни». И здесь душа является актуальным началом, осуществляющим то, что потенциально заложено в жизни. 
Термин Аристотеля встречается в средние века у Гермолая Барбара, который передаёт его латинским словом «perfectihabia», Лейбниц называет монады энтелехиями. И в философии конца XIX — начала XX века, поскольку она определяется аристотелевским влиянием, мы встречаемся с термином энтелехия или с равнозначным ему (например у Эйкена).
В традициях Аристотеля рассматривали душу как энтелехию, например, Гёте, Вильгельм Вундт, Ханс Дриш.